# Cybianthus peruvianus
Cybianthus peruvianus är en viveväxtart som först beskrevs av A. Dc., och fick sitt nu gällande namn av Miquel. Cybianthus peruvianus ingår i släktet Cybianthus, och familjen viveväxter. Inga underarter finns listade i Catalogue of Life.